# 로디 리치

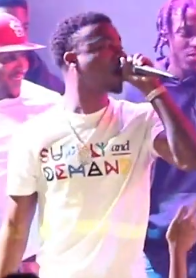
2019년 모습

로디 리치(Roddy Ricch, 1998년 10월 2일 ~ )는 미국의 래퍼, 싱어송라이터이다.

## 음반 목록
- Please Excuse Me for Being Antisocial (2019)